# Eredivisie 2025/26 (mannenvoetbal)/Transfers zomer
Dit is een lijst van transfers uit de Nederlandse Eredivisie in de maanden juni, juli en augustus van het jaar 2025, tijdens de zomerstop voorbereidend op het seizoen 2025/26. Hierin staan alleen transfers die clubs uit de Eredivisie hebben voltooid.
De transferperiode duurt van 16 juni tot en met 1 september 2025. Deals mogen op elk moment van het jaar gesloten worden, maar de transfers zelf mogen pas in de transferperiodes plaatsvinden. Transfervrije spelers (spelers zonder club) mogen op elk moment van het jaar gestrikt worden.
| Speler                        | Nationaliteit         | Oude club                | Nieuwe club               | Extra                                                          |
| ----------------------------- | --------------------- | ------------------------ | ------------------------- | -------------------------------------------------------------- |
| Paxten Aaronson               | Verenigde Staten      | FC Utrecht               | Eintracht Frankfurt       | Was verhuurd                                                   |
| Jayden Addai                  | Nederland             | AZ                       | Como                      | Circa € 14.000.000, -                                          |
| Anel Ahmedhodžić              | Bosnië en Herzegovina | Sheffield United         | Feyenoord                 | Circa € 6.900.000, -                                           |
| Jurre van Aken                | Nederland             | AZ                       | FC Dordrecht              | Transfervrij                                                   |
| Chuba Akpom                   | Engeland              | Ajax                     | Ipswich Town              | Verhuurd, was verhuurd aan Lille OSC                           |
| Gerald Alders                 | Nederland             | FC Twente                | Ajax                      | Was verhuurd                                                   |
| Hussein Ali                   | Irak                  | sc Heerenveen            |                           | Nietclub                                                       |
| Danilo Al-Saed                | Irak                  | sc Heerenveen            | BK Häcken                 | Circa € 400.000, -, was verhuurd aan AIK                       |
| Plamen Andreev                | Bulgarije             | Feyenoord                | Racing de Santander       | Verhuurd                                                       |
| Vurnon Anita                  | Curaçao               | FC Volendam              |                           | Nietclub                                                       |
| Oliver Antman                 | Finland               | Go Ahead Eagles          | Rangers                   | Circa € 6.000.000, -                                           |
| Mitch Apau                    | Nederland             | Telstar                  | SV Spakenburg             | Transfervrij                                                   |
| Amourricho van Axel Dongen    | Nederland             | Ajax                     | sc Heerenveen             | Verhuurd                                                       |
| Julian Baas                   | Nederland             | Eintracht Braunschweig   | Sparta Rotterdam          | Was verhuurd                                                   |
| Leandro Bacuna                | Curaçao               | FC Groningen             | Bandırmaspor              | Transfervrij                                                   |
| Thibo Baeten                  | België                | Roda JC                  | Go Ahead Eagles           | Was verhuurd                                                   |
| Johan Bakayoko                | België                | PSV                      | RB Leipzig                | Circa € 18.000.000, -                                          |
| Nordin Bakker                 | Nederland             | Almere City              | sc Heerenveen             | Transfervrij                                                   |
| Samuel Bastien                | België                | Fortuna Sittard          | Ho Chi Minh City Police   | Bedragonbekend                                                 |
| Filip Bednarek                | Polen                 | Lech Poznań              | Sparta Rotterdam          | Transfervrij                                                   |
| Kristijan Belić               | Servië                | AZ                       | Maccabi Tel Aviv          | Verhuurd                                                       |
| Mouhamed Belkheir             | Algerije              | Fortuna Sittard          | La Louvière               | Circa € 1.300.000, -, was al verhuurd                          |
| Thomas van den Belt           | Nederland             | Feyenoord                | FC Twente                 | Circa € 1.250.000, -, was verhuurd aan CD Castellón            |
| Mimeirhel Benita              | Nederland             | Feyenoord                | Heracles Almelo           | Circa € 1.000.000, -, was al verhuurd                          |
| Walter Benítez                | Argentinië            | PSV                      | Crystal Palace            | Transfervrij                                                   |
| Davy van den Berg             | Nederland             | PEC Zwolle               | FC Utrecht                | Transfervrij                                                   |
| Mitchell van Bergen           | Nederland             | FC Twente                | Sparta Rotterdam          | Circa € 500.000, -, was al verhuurd                            |
| Jorn Berkhout                 | Nederland             | AZ                       | SC Cambuur                | Bedragonbekend                                                 |
| Gijs Besselink                | Nederland             | FC Twente                | Willem II                 | Verhuurd                                                       |
| Daniël Beukers                | Nederland             | FC Volendam              | FC Emmen                  | Verhuurd                                                       |
| Haakon Bleken Norda           | Noorwegen             | Hamarkameratene          | Feyenoord                 | Circa € 420.000, -                                             |
| Xander Blomme                 | België                | Excelsior                | Go Ahead Eagles           | Was verhuurd                                                   |
| Ruben van Bommel              | Nederland             | AZ                       | PSV                       | Circa € 15.800.000, -                                          |
| Gonçalo Borges                | Portugal              | FC Porto                 | Feyenoord                 | Circa € 9.000.000, -                                           |
| Yvandro Borges Sanches        | Luxemburg             | Borussia Mönchengladbach | Heracles Almelo           | Circa € 500.000, -                                             |
| Jordan Bos                    | Australië             | KVC Westerlo             | Feyenoord                 | Circa € 5.000.000, -                                           |
| Olivier Boscagli              | Frankrijk             | PSV                      | Brighton & Hove Albion    | Transfervrij                                                   |
| Ilyas Bougafer                | Marokko               | FC Volendam              | US Yacoub                 | Transfervrij                                                   |
| Mattijs Branderhorst          | Nederland             | FC Utrecht               | Fortuna Sittard           | Circa € 250.000, -, was al verhuurd                            |
| Myron van Brederode           | Nederland             | Fortuna Düsseldorf       | AZ                        | Was verhuurd                                                   |
| Philip Brittijn               | Nederland             | De Graafschap            | Fortuna Sittard           | Transfervrij                                                   |
| Patrick Brouwer               | Nederland             | Quick Boys               | Telstar                   | Transfervrij                                                   |
| Jordy Bruijn                  | Nederland             | Heracles Almelo          | Bali United               | Bedragonbekend                                                 |
| Charles-Andreas Brym          | Canada                | Almere City              | NAC Breda                 | Circa € 150.000, -                                             |
| Hugo Bueno                    | Spanje                | Feyenoord                | Wolverhampton Wanderers   | Was verhuurd                                                   |
| Ezequiel Bullaude             | Argentinië            | Fortuna Sittard          | Feyenoord                 | Was verhuurd                                                   |
| Maxime Busi                   | België                | NAC Breda                | Stade Reims               | Was verhuurd                                                   |
| Jerson Cabral                 | Kaapverdië            | FC Volendam              |                           | Nietclub                                                       |
| Jayden Candelaria             | Nederland             | Feyenoord                | NAC Breda                 | Bedragonbekend                                                 |
| Adam Carlén                   | Zweden                | IFK Göteborg             | Excelsior                 | Bedragonbekend                                                 |
| Stephano Carrillo             | Mexico                | Feyenoord                | FC Dordrecht              | Verhuurd                                                       |
| Yoann Cathline                | Frankrijk             | FC Lorient               | FC Utrecht                | Circa € 2.800.000, -, was al verhuurd                          |
| Mateo Chávez                  | Mexico                | CD Guadalajara           | AZ                        | Circa € 2.000.000, -                                           |
| Tjaronn Chery                 | Suriname              | Royal Antwerp            | N.E.C.                    | Circa € 500.000, -                                             |
| Jasper Cillessen              | Nederland             | Las Palmas               | N.E.C.                    | Transfervrij                                                   |
| Amara Condé                   | Duitsland             | sc Heerenveen            | SV Elversberg             | Circa € 400.000, -                                             |
| Nolhan Courtens               | Congo-Kinshasa        | Royal Antwerp            | sc Heerenveen             | Transfervrij                                                   |
| Gonzalo Crettaz               | Argentinië            | CD Castellón             | N.E.C.                    | Transfervrij                                                   |
| Gladwin Curiel                | Nederland             | FC Volendam              | FC Prishtina              | Transfervrij                                                   |
| Alessio Da Cruz               | Kaapverdië            | Fortuna Sittard          | Athletic Club             | Bedragonbekend                                                 |
| Brian De Keersmaecker         | België                | Heracles Almelo          | Oxford United             | Bedragonbekend                                                 |
| Onur Demir                    | Turkije               | Fortuna Sittard          | FC Petržalka              | Verhuurd                                                       |
| Emirhan Demircan              | Turkije               | Bayern München           | FC Utrecht                | Transfervrij                                                   |
| Anthony Descotte              | België                | Royal Charleroi          | FC Volendam               | Verhuurd, was verhuurd aan FC Utrecht                          |
| Gaoussou Diarra               | Guinee                | Istanbul                 | Feyenoord                 | Circa € 3.800.000, -                                           |
| Mitchell Dijks                | Nederland             | Fortuna Sittard          |                           | Nietclub                                                       |
| Jacky Donkor                  | België                | Excelsior                | Wieczysta Kraków          | Transfervrij                                                   |
| Achraf Douiri                 | Nederland             | Telstar                  |                           | Nietclub                                                       |
| Bram van Driel                | Nederland             | Lecce                    | FC Volendam               | Was verhuurd                                                   |
| Lance Duijvestijn             | Nederland             | Excelsior                | Sparta Rotterdam          | Circa € 500.000, -                                             |
| Mike Eerdhuijzen              | Nederland             | Sparta Rotterdam         | FC Utrecht                | Circa € 1.300.000, -                                           |
| Joshua Eijgenraam             | Nederland             | Excelsior                | VVV-Venlo                 | Transfervrij                                                   |
| Carel Eiting                  | Nederland             | FC Twente                | Omonia Nicosia            | Circa € 200.000, -, was verhuurd aan Sparta Rotterdam          |
| Hjalmar Ekdal                 | Zweden                | FC Groningen             | Burnley                   | Was verhuurd                                                   |
| Anouar El Azzouzi             | Marokko               | PEC Zwolle               | Fortuna Düsseldorf        | Circa € 1.500.000, -                                           |
| Hamza el Dahri                | Nederland             | Sparta Rotterdam         | Almere City               | Bedragonbekend                                                 |
| Youssef El Kachati            | Marokko               | Telstar                  | N.E.C.                    | Transfervrij                                                   |
| Issam El Maach                | Marokko               | Roda JC                  | FC Twente                 | Was verhuurd                                                   |
| Úmaro Embaló                  | Portugal              | Fortuna Sittard          |                           | Was verhuurd aan Vitória Guimarães                             |
| Misha Engel                   | Nederland             | AZ                       | Almere City               | Transfervrij                                                   |
| Robyn Esajas                  | Nederland             | Fortuna Sittard          | GD Chaves                 | Was verhuurd aan MVV Maastricht                                |
| Saná Fernandes                | Portugal              | NAC Breda                | SS Lazio                  | Was verhuurd                                                   |
| Seydou Fini                   | Italië                | Excelsior                | Genoa                     | Was verhuurd                                                   |
| Carlos Forbs                  | Portugal              | Ajax                     | Club Brugge               | Circa € 6.000.000, -, was verhuurd aan Wolverhampton Wanderers |
| Oscar Fraulo                  | Denemarken            | FC Utrecht               | Borussia Mönchengladbach  | Was verhuurd                                                   |
| Matthew Garbett               | Nieuw-Zeeland         | NAC Breda                | Peterborough United       | Transfervrij                                                   |
| Yarek Gąsiorowski             | Spanje                | Valencia                 | PSV                       | Circa € 9.800.000, -                                           |
| Stijn van Gassel              | Nederland             | N.E.C.                   | Excelsior                 | Bedragonbekend                                                 |
| Brahim Ghalidi                | Marokko               | Standard Luik            | NAC Breda                 | Transfervrij                                                   |
| Teun Gijselhart               | Nederland             | PEC Zwolle               | De Graafschap             | Transfervrij                                                   |
| Tristan van Gilst             | Nederland             | De Graafschap            | Heracles Almelo           | Transfervrij                                                   |
| Paul Gladon                   | Nederland             | Geen club                | Fortuna Sittard           | Geengeld                                                       |
| Oscar Gloukh                  | Israël                | Red Bull Salzburg        | Ajax                      | Circa € 14.750.000, -                                          |
| Samuel Gomez van Hoogen       | België                | PSV                      | Club Brugge               | Circa € 355.000, -                                             |
| Facundo González              | Uruguay               | Feyenoord                | Juventus                  | Was verhuurd                                                   |
| Rober González                | Spanje                | Racing Santander         | N.E.C.                    | Was verhuurd                                                   |
| Tristan Gooijer               | Nederland             | PEC Zwolle               | Ajax                      | Was verhuurd                                                   |
| Jay Gorter                    | Nederland             | Ajax                     | Paphos                    | Transfervrij                                                   |
| Tom de Graaff                 | Nederland             | FC Utrecht               | PEC Zwolle                | Verhuurd                                                       |
| Simon Graves                  | Denemarken            | Palermo                  | PEC Zwolle                | Circa € 600.000, -, was al verhuurd                            |
| Darijo Grujčić                | Oostenrijk            | Fortuna Sittard          | Wisła Kraków              | Transfervrij                                                   |
| Rodrigo Guth                  | Brazilië              | Fortuna Sittard          | CA Talleres               | Circa € 1.250.000, -                                           |
| Devin Haen                    | Nederland             | Feyenoord                | Willem II                 | Circa € 675.000, -, was verhuurd aan FC Dordrecht              |
| Denzel Hall                   | Nederland             | sc Heerenveen            | Rotherham United          | Bedragonbekend                                                 |
| Sébastien Haller              | Ivoorkust             | Borussia Dortmund        | FC Utrecht                | Transfervrij, was al verhuurd                                  |
| Dávid Hancko                  | Slowakije             | Feyenoord                | Atlético Madrid           | Circa € 26.000.000, -                                          |
| Sontje Hansen                 | Nederland             | N.E.C.                   | Middlesbrough             | Circa € 3.500.000, -                                           |
| Mickey van der Hart           | Nederland             | sc Heerenveen            | Cape Town City            | Transfervrij                                                   |
| Quilindschy Hartman           | Nederland             | Feyenoord                | Burnley                   | Circa € 12.000.000, -                                          |
| Cedric Hatenboer              | Nederland             | Excelsior                | Anderlecht                | Was verhuurd                                                   |
| Jorrel Hato                   | Nederland             | Ajax                     | Chelsea                   | Circa € 44.180.000, -                                          |
| Mike Hauptmeijer              | Nederland             | PEC Zwolle               | Bali United               | Transfervrij                                                   |
| Joeri Heerkens                | Nederland             | Sparta Praag             | Ajax                      | Circa € 2.000.000, -                                           |
| Stan Henderikx                | Nederland             | FC Den Bosch             | Excelsior                 | Circa € 500.000, -                                             |
| Jordan Henderson              | Engeland              | Ajax                     | Brentford                 | Transfervrij                                                   |
| Rio Hillen                    | Nederland             | De Graafschap            | NAC Breda                 | Circa € 200.000, -                                             |
| Kristian Hlynsson             | IJsland               | Ajax                     | FC Twente                 | Circa € 1.800.000, -, was verhuurd aan Sparta Rotterdam        |
| Mees Hoedemakers              | Nederland             | N.E.C.                   | Viborg FF                 | Bedragonbekend                                                 |
| Quincy Hoeve                  | Bonaire               | FC Volendam              | Sparta Rotterdam          | Was al verhuurd                                                |
| Milan Hokke                   | Nederland             | Feyenoord                | ADO Den Haag              | Was al verhuurd                                                |
| Lewis Holtby                  | Duitsland             | Holstein Kiel            | NAC Breda                 | Transfervrij                                                   |
| Justin Hoogma                 | Nederland             | Heracles Almelo          | Willem II                 | Bedragonbekend                                                 |
| Nikolai Hopland               | Noorwegen             | Aalesunds FK             | sc Heerenveen             | Circa € 500.000, -, was al verhuurd                            |
| Joey Houweling                | Nederland             | Telstar                  |                           | Nietclub                                                       |
| Ajdin Hrustić                 | Australië             | Salernitana              | Heracles Almelo           | Transfervrij                                                   |
| Justin Hubner                 | Indonesië             | Wolverhampton Wanderers  | Fortuna Sittard           | Transfervrij                                                   |
| Joel Ideho                    | Nederland             | Sparta Rotterdam         | FC Volendam               | Verhuurd                                                       |
| Mohamed Ihattaren             | Nederland             | RKC Waalwijk             | Fortuna Sittard           | Circa € 100.000, -                                             |
| Ko Itakura                    | Japan                 | Borussia Mönchengladbach | Ajax                      | Circa € 10.500.000, -                                          |
| Luka Ivanušec                 | Kroatië               | Feyenoord                | PAOK Saloniki             | Verhuurd                                                       |
| Jamie Jacobs                  | Nederland             | FC Volendam              | Almere City               | Transfervrij                                                   |
| Alireza Jahanbakhsh           | Iran                  | sc Heerenveen            |                           | Nietclub                                                       |
| Dominik Janošek               | Tsjechië              | NAC Breda                | Sigma Olomouc             | Transfervrij                                                   |
| Dies Janse                    | Nederland             | Ajax                     | FC Groningen              | Verhuurd                                                       |
| Vítězslav Jaroš               | Tsjechië              | Liverpool                | Ajax                      | Verhuurd                                                       |
| Isak Jensen                   | Denemarken            | Viborg FF                | AZ                        | Circa € 4.000.000, -                                           |
| Luuk de Jong                  | Nederland             | PSV                      | FC Porto                  | Transfervrij                                                   |
| Mees Kaandorp                 | Nederland             | Telstar                  | Wadi Degla                | Transfervrij                                                   |
| Adam Kaied                    | Palestina             | NAC Breda                | Al-Zamalek                | Transfervrij                                                   |
| Rick Karsdorp                 | Nederland             | PSV                      |                           | Nietclub                                                       |
| Neraysho Kasanwirjo           | Nederland             | Rangers                  | Feyenoord                 | Was verhuurd                                                   |
| Marko Kerkez                  | Servië                | FK Partizan              | Fortuna Sittard           | Bedragonbekend                                                 |
| Reda Kharchouch               | Nederland             | Telstar                  |                           | Nietclub                                                       |
| Flip Klomp                    | Nederland             | FC Volendam              | Koninklijke HFC           | Transfervrij, was verhuurd aan SV Spakenburg                   |
| Mats Köhlert                  | Duitsland             | sc Heerenveen            | Brøndby IF                | Transfervrij                                                   |
| Ozan Kökçü                    | Azerbeidzjan          | HJK Helsinki             | FC Volendam               | Transfervrij                                                   |
| Jim Koller                    | Nederland             | Vitesse                  | PSV                       | Transfervrij                                                   |
| Koen Kostons                  | Nederland             | SC Paderborn             | PEC Zwolle                | Circa € 100.000, -, was verhuurd aan KV Kortrijk               |
| Kacper Kostorz                | Polen                 | NAC Breda                | Pogoń Szczecin            | Was verhuurd                                                   |
| Matěj Kovář                   | Tsjechië              | Bayer Leverkusen         | PSV                       | Verhuurd                                                       |
| Filip Krastev                 | Bulgarije             | PEC Zwolle               | Lommel SK                 | Was verhuurd                                                   |
| Roy Kuijpers                  | Nederland             | NAC Breda                | RKC Waalwijk              | Transfervrij                                                   |
| Pascal Kuiper                 | Nederland             | Excelsior                | Sparta Rotterdam          | Bedragonbekend                                                 |
| Djevencio van der Kust        | Suriname              | Sparta Rotterdam         | Heracles Almelo           | Was verhuurd aan Beerschot VA                                  |
| Harrie Kuster                 | Nederland             | FC Twente                | RKC Waalwijk              | Verhuurd                                                       |
| Dave Kwakman                  | Nederland             | FC Groningen             | AZ                        | Was verhuurd                                                   |
| Elvis van der Laan            | Zweden                | IFK Göteborg             | FC Groningen              | Bedragonbekend                                                 |
| Hugo Lacroix                  | Nederland             | Go Ahead Eagles          | Vitesse                   | Transfervrij                                                   |
| Gustaf Lagerbielke            | Zweden                | Celtic                   | SC Braga                  | Circa € 2.500.000, -, was verhuurd aan FC Twente               |
| Mayckel Lahdo                 | Zweden                | AZ                       | FC Nantes                 | Verhuurd                                                       |
| Kostas Lamprou                | Griekenland           | NAC Breda                |                           | Nietclub                                                       |
| Noa Lang                      | Nederland             | PSV                      | Napoli                    | Circa € 25.000.000, -                                          |
| Aron van Lare                 | Nederland             | NAC Breda                |                           | Nietclub                                                       |
| Nikolai Laursen               | Denemarken            | Heracles Almelo          | Gestopt                   | Stopt                                                          |
| Barry Lauwers                 | Nederland             | FC Volendam              |                           | Nietclub                                                       |
| Richard Ledezma               | Verenigde Staten      | PSV                      | Chivas Guadalajara        | Transfervrij                                                   |
| Kelvin Leerdam                | Suriname              | Heracles Almelo          |                           | Nietclub                                                       |
| Stav Lemkin                   | Israël                | Sjachtar Donetsk         | FC Twente                 | Circa € 1.500.000, -, was verhuurd aan Maccabi Tel Aviv        |
| Dimitris Limnios              | Griekenland           | Panathinaikos            | Fortuna Sittard           | Verhuurd                                                       |
| Enric Llansana                | Nederland             | Go Ahead Eagles          | Anderlecht                | Circa € 1.000.000, -                                           |
| Seb Loeffen                   | Nederland             | Excelsior                | Varesina                  | Was verhuurd aan SV Spakenburg                                 |
| Justin Lonwijk                | Suriname              | Dynamo Kiev              | Fortuna Sittard           | Verhuurd                                                       |
| Marcos López                  | Peru                  | Feyenoord                | FC Kopenhagen             | Circa € 1.200.000, -, was al verhuurd                          |
| Sayfallah Ltaief              | Tunesië               | FC Twente                | Sparta Rotterdam          | Verhuurd                                                       |
| Miloš Luković                 | Servië                | RC Strasbourg            | Las Palmas                | Verhuurd, was verhuurd aan sc Heerenveen                       |
| Thierry Lutonda               | België                | PEC Zwolle               | La Louvière               | Bedragonbekend                                                 |
| Lefteris Lyratzis             | Griekenland           | PAOK Saloniki            | Panserraikos              | Verhuurd, was verhuurd aan N.E.C.                              |
| Tyrell Malacia                | Nederland             | PSV                      | Manchester United         | Was verhuurd                                                   |
| Dion Malone                   | Suriname              | Karmiotissa              | Telstar                   | Transfervrij                                                   |
| Dennis Man                    | Roemenië              | Parma                    | PSV                       | Circa € 8.500.000, -                                           |
| Sivert Mannsverk              | Noorwegen             | Cardiff City             | Ajax                      | Was verhuurd                                                   |
| Braydon Manu                  | Ghana                 | VfL Osnabrück            | PEC Zwolle                | Was verhuurd                                                   |
| Richonell Margaret            | Suriname              | RKC Waalwijk             | Go Ahead Eagles           | Circa € 1.000.000, -                                           |
| Maxim Mariani                 | Nederland             | FC Groningen             | TOP Oss                   | Nietclub                                                       |
| Iván Márquez                  | Spanje                | 1. FC Nürnberg           | Fortuna Sittard           | Was verhuurd aan N.E.C.                                        |
| Bruno Martins Indi            | Nederland             | AZ                       | Sparta Rotterdam          | Transfervrij                                                   |
| Matheus                       | Brazilië              | SC Braga                 | Rode Ster Belgrado        | Circa € 1.250.000, -, was verhuurd aan Ajax                    |
| Dylan Mbayo                   | België                | KV Kortrijk              | PEC Zwolle                | Was al verhuurd                                                |
| Jakov Medić                   | Kroatië               | Ajax                     | Norwich City              | Circa € 2.000.000, -, was verhuurd aan VfL Bochum              |
| Ringo Meerveld                | Nederland             | Willem II                | sc Heerenveen             | Circa € 800.000, -                                             |
| Aaron Meijers                 | Nederland             | RKC Waalwijk             | FC Volendam               | Transfervrij                                                   |
| Jasper Meijster               | Nederland             | FC Groningen             | SC Cambuur                | Transfervrij                                                   |
| Rick Meissen                  | Nederland             | Sparta Rotterdam         | Excelsior                 | Bedragonbekend                                                 |
| Houboulang Mendes             | Guinee-Bissau         | Almería                  | Fortuna Sittard           | Transfervrij                                                   |
| Tyrique Mercera               | Curaçao               | SC Cambuur               | FC Groningen              | Circa € 525.000, -                                             |
| Dylan Mertens                 | Nederland             | Fakel Voronezj           | Telstar                   | Transfervrij                                                   |
| Juliën Mesbahi                | Marokko               | FC Twente                | FC Emmen                  | Verhuurd                                                       |
| Melle Meulensteen             | Nederland             | Sampdoria                | Go Ahead Eagles           | Circa € 400.000, -                                             |
| Antoni Milambo                | Nederland             | Feyenoord                | Brentford                 | Circa € 20.000.000, -                                          |
| Mateja Milovanović            | Servië                | sc Heerenveen            | FK Partizan               | Transfervrij                                                   |
| Virgil Misidjan               | Suriname              | Ferencváros              | N.E.C.                    | Transfervrij                                                   |
| Josip Mitrović                | Kroatië               | Fortuna Sittard          | Slaven Belupo             | Transfervrij                                                   |
| Siem de Moes                  | Nederland             | Excelsior                |                           | Nietclub                                                       |
| David Møller Wolfe            | Noorwegen             | AZ                       | Wolverhampton Wanderers   | Circa € 12.000.000, -                                          |
| Raúl Moro                     | Spanje                | Real Valladolid          | Ajax                      | Circa € 11.000.000, -                                          |
| Alex Mortensen                | Zweden                | FC Groningen             |                           | Nietclub                                                       |
| Derry John Murkin             | Engeland              | Schalke 04               | FC Utrecht                | Circa € 1.200.000, -                                           |
| Younes Namli                  | Denemarken            | PEC Zwolle               | Le Havre                  | Transfervrij                                                   |
| Mohamed Nassoh                | Nederland             | Sparta                   | NAC Breda                 | Circa € 400.000, -                                             |
| Imran Nazih                   | Marokko               | FC Volendam              |                           | Nietclub                                                       |
| Khadim Ngom                   | Nederland             | FC Volendam              | PSV                       | Transfervrij                                                   |
| Ion Nicolaescu                | Moldavië              | sc Heerenveen            | Maccabi Tel Aviv          | Circa € 1.500.000, -                                           |
| Ché Nunnely                   | Nederland             | sc Heerenveen            |                           | Nietclub                                                       |
| Neville Ogidi Nwankwo         | Nederland             | Quick Boys               | FC Utrecht                | Direct verhuurd aan Telstar                                    |
| Nigel Ogidi Nwankwo           | Nederland             | Quick Boys               | Telstar                   | Transfervrij                                                   |
| Nick Olij                     | Nederland             | Sparta Rotterdam         | PSV                       | Circa € 3.000.000, -                                           |
| Elías Már Ómarsson            | IJsland               | NAC Breda                | Meizhou Hakka             | Transfervrij                                                   |
| Richie Omorowa                | Zweden                | Excelsior                | Samsunspor                | Direct verhuurd aan Degerfors IF                               |
| Thijs Oosting                 | Nederland             | FC Groningen             | PEC Zwolle                | Verhuurd                                                       |
| Sondre Ørjasæter              | Noorwegen             | Sarpsborg 08             | FC Twente                 | Circa € 5.000.000, -                                           |
| Ibrahim Osman                 | Ghana                 | Brighton & Hove Albion   | AJ Auxerre                | Verhuurd, was verhuurd aan Feyenoord                           |
| Mohamed Oukhattou             | Marokko               | PEC Zwolle               | Sparta Rotterdam          | Was al verhuurd                                                |
| Bilal Ould-Chikh              | Marokko               | FC Volendam              | Raja Casablanca           | Transfervrij                                                   |
| Joris van Overeem             | Nederland             | Maccabi Tel Aviv         | sc Heerenveen             | Transfervrij                                                   |
| Tom Overtoom                  | Nederland             | Telstar                  | Rijnsburgse Boys          | Transfervrij                                                   |
| Igor Paixão                   | Brazilië              | Feyenoord                | Olympique Marseille       | Circa € 30.000.000, -                                          |
| Marcus Pedersen               | Noorwegen             | Feyenoord                | Torino                    | Circa € 3.500.000, -, was al verhuurd                          |
| Guilherme Peixoto             | Portugal              | Benfica                  | FC Twente                 | Transfervrij                                                   |
| Lucas Pérez                   | Spanje                | PSV                      |                           | Nietclub                                                       |
| Emeka Peters                  | Engeland              | Brentford                | Feyenoord                 | Bedragonbekend                                                 |
| Alassane Pléa                 | Frankrijk             | Borussia Mönchengladbach | PSV                       | Circa € 4.500.000, -                                           |
| Suf Podgoreanu                | Israël                | Heracles Almelo          | Maccabi Haifa             | Was verhuurd                                                   |
| Ernest Poku                   | Nederland             | AZ                       | Bayer Leverkusen          | Circa € 10.000.000, -                                          |
| Romano Postema                | Nederland             | FC Groningen             | FC Emmen                  | Verhuurd                                                       |
| Robin Pröpper                 | Nederland             | Rangers                  | FC Twente                 | Circa € 1.700.000, -                                           |
| Bojan Radulović               | Servië                | Fortuna Sittard          | Huddersfield Town         | Was verhuurd                                                   |
| Dimitris Rallis               | Nederland             | sc Heerenveen            | Jagiellonia Białystok     | Transfervrij                                                   |
| Christian Rasmussen           | Denemarken            | Ajax                     | Fortuna Düsseldorf        | Circa € 1.000.000, -                                           |
| Zépiqueno Redmond             | Nederland             | Feyenoord                | Aston Villa               | Transfervrij                                                   |
| Gyan de Regt                  | Nederland             | Vitesse                  | Excelsior                 | Transfervrij                                                   |
| Thomas Reinders               | Nederland             | N.E.C.                   | VVV-Venlo                 | Transfervrij                                                   |
| Jeff Reine-Adélaïde           | Frankrijk             | Salernitana              | Heracles Almelo           | Transfervrij                                                   |
| Boyd Reith                    | Nederland             | Sparta Rotterdam         | Almere City               | Verhuurd                                                       |
| Daan Reiziger                 | Nederland             | SC Cambuur               | Telstar                   | Transfervrij                                                   |
| Julian Rijkhoff               | Nederland             | Ajax                     | Almere City               | Verhuurd                                                       |
| Jochem Ritmeester van de Kamp | Nederland             | Almere City              | Telstar                   | Verhuurd                                                       |
| Maxence Rivera                | Frankrijk             | USL Dunkerque            | sc Heerenveen             | Circa € 600.000, -                                             |
| Milan Robberechts             | België                | Fortuna Sittard          | Patro Eisden Maasmechelen | Transfervrij, was verhuurd aan Anderlecht                      |
| Miguel Rodríguez              | Spanje                | Celta de Vigo            | FC Utrecht                | Circa € 1.250.000, -, was al verhuurd                          |
| Robin Roefs                   | Nederland             | N.E.C.                   | Sunderland                | Circa € 10.500.000, -                                          |
| Loreintz Rosier               | Frankrijk             | Fortuna Sittard          |                           | Nietclub                                                       |
| Mats Rots                     | Nederland             | Heracles Almelo          | FC Twente                 | Was verhuurd                                                   |
| Daniele Rugani                | Italië                | Ajax                     | Juventus                  | Was verhuurd                                                   |
| Pim Saathof                   | Nederland             | Kongsvinger IL           | Go Ahead Eagles           | Was verhuurd                                                   |
| Michal Sadílek                | Tsjechië              | FC Twente                | Slavia Praag              | Circa € 3.500.000, -                                           |
| Yassir Salah Rahmouni         | Nederland             | De Graafschap            | Go Ahead Eagles           | Transfervrij                                                   |
| Shurandy Sambo                | Nederland             | Burnley                  | Sparta Rotterdam          | Verhuurd                                                       |
| Alfons Sampsted               | IJsland               | FC Twente                | Birmingham City           | Circa € 1.400.000, -, was al verhuurd                          |
| Mikki van Sas                 | Nederland             | Feyenoord                | Wycombe Wanderers         | Was verhuurd aan Vitesse                                       |
| Antonio Satriano              | Italië                | AC Renate                | Heracles Almelo           | Was verhuurd                                                   |
| Leo Sauer                     | Slowakije             | NAC Breda                | Feyenoord                 | Was verhuurd                                                   |
| Lasse Schöne                  | Denemarken            | N.E.C.                   | Gestopt                   | Stopt                                                          |
| Youri Schoonderwaldt          | Nederland             | Sparta Rotterdam         | VVV-Venlo                 | Verhuurd                                                       |
| Lewis Schouten                | Nederland             | AZ                       | Excelsior                 | Verhuurd                                                       |
| Ilias Sebaoui                 | Marokko               | Feyenoord                | Sint-Truiden              | Circa € 1.000.000, -, was verhuurd aan sc Heerenveen           |
| Václav Sejk                   | Tsjechië              | Sparta Praag             | sc Heerenveen             | Verhuurd, was verhuurd aan FC Famalicão                        |
| Serano Seymor                 | Nederland             | Excelsior                | Khor Fakkan               | Was verhuurd aan VVV-Venlo                                     |
| Kiliann Sildillia             | Frankrijk             | SC Freiburg              | PSV                       | Circa € 5.800.000, -                                           |
| Jaden Slory                   | Nederland             | FC Dordrecht             | Feyenoord                 | Was verhuurd                                                   |
| Borna Sosa                    | Kroatië               | Ajax                     | Crystal Palace            | Circa € 2.300.000, -, was verhuurd aan Torino                  |
| Moussa Soumano                | Frankrijk             | AC Ajaccio               | NAC Breda                 | Circa € 450.000, -                                             |
| Finn Stam                     | Nederland             | FC Groningen             | AZ                        | Was verhuurd                                                   |
| Sem Steijn                    | Nederland             | FC Twente                | Feyenoord                 | Circa € 10.000.000, -                                          |
| Daan Steur                    | Nederland             | FC Volendam              | IJsselmeervogels          | Verhuurd                                                       |
| Roy Steur                     | Nederland             | PSV                      | FC Volendam               | Bedragonbekend                                                 |
| Lovro Stubljar                | Slovenië              | Empoli                   | FC Groningen              | Was verhuurd aan NK Domžale                                    |
| Kwame Tabiri                  | Ghana                 | FC Dordrecht             | Feyenoord                 | Circa € 400.000, -                                             |
| Younes Taha                   | Marokko               | FC Twente                | FC Groningen              | Verhuurd                                                       |
| Juho Talvitie                 | Finland               | Lommel SK                | NAC Breda                 | Verhuurd, was verhuurd aan Heracles Almelo                     |
| Casper Tengstedt              | Denemarken            | Benfica                  | Feyenoord                 | Circa € 6.000.000, -                                           |
| Nökkvi Thórisson              | IJsland               | St. Louis City           | Sparta Rotterdam          | Was al verhuurd                                                |
| Mathijs Tielemans             | Nederland             | Vitesse                  | Excelsior                 | Was al verhuurd                                                |
| Malik Tillman                 | Verenigde Staten      | PSV                      | Bayer Leverkusen          | Circa € 35.000.000, -                                          |
| Jens Toornstra                | Nederland             | FC Utrecht               | Sparta Rotterdam          | Transfervrij                                                   |
| Jorn Triep                    | Nederland             | Sparta Rotterdam         | VVV-Venlo                 | Verhuurd                                                       |
| Tein Troost                   | Nederland             | NAC Breda                | KSC Lokeren               | Transfervrij, was verhuurd aan Cork City                       |
| Antef Tsoungui                | België                | OH Leuven                | Feyenoord                 | Was verhuurd                                                   |
| Jayden Turfkruier             | Suriname              | Telstar                  |                           | Nietclub                                                       |
| Oscar Uddenäs                 | Zweden                | Excelsior                | Östers IF                 | Was verhuurd aan AIK                                           |
| Precious Ugwu                 | Nederland             | Ajax                     | FC Volendam               | Bedragonbekend                                                 |
| Jesper Uneken                 | Nederland             | PSV                      | RKC Waalwijk              | Verhuurd                                                       |
| Luciano Valente               | Nederland             | FC Groningen             | Feyenoord                 | Circa € 6.750.000, -                                           |
| Jan Van den Bergh             | België                | NAC Breda                | Júbilo Iwata              | Circa € 800.000, -                                             |
| Kevin van Veen                | Nederland             | FC Groningen             | FC Eindhoven              | Transfervrij                                                   |
| Tijs Velthuis                 | Nederland             | Sassuolo                 | Sparta Rotterdam          | Was verhuurd                                                   |
| Dylan Vente                   | Suriname              | Hibernian                | sc Heerenveen             | Circa € 1.000.000, -, was verhuurd aan PEC Zwolle              |
| Kenneth Vermeer               | Nederland             | PEC Zwolle               | GVVV                      | Transfervrij                                                   |
| Nick Verschuren               | Nederland             | Ajax                     | FC Volendam               | Verhuurd                                                       |
| Rémy Vita                     | Madagaskar            | Fortuna Sittard          | CD Tondela                | Was verhuurd aan Amiens SC                                     |
| Dion Vlak                     | Nederland             | RKAV Volendam            | FC Volendam               | Transfervrij                                                   |
| Michel Vlap                   | Nederland             | FC Twente                | Al-Ahli                   | Circa € 2.000.000, -                                           |
| Tsuyoshi Watanabe             | Japan                 | AA Gent                  | Feyenoord                 | Circa € 8.000.000, -                                           |
| Sem Westerveld                | Nederland             | AZ                       | MVV Maastricht            | Verhuurd                                                       |
| Mike te Wierik                | Nederland             | FC Emmen                 | Heracles Almelo           | Transfervrij                                                   |
| Jordy de Wijs                 | Nederland             | sc Heerenveen            | Fortuna Düsseldorf        | Was verhuurd                                                   |
| Jetro Willems                 | Nederland             | CD Castellón             | N.E.C.                    | Transfervrij                                                   |
| Maas Willemsen                | Nederland             | De Graafschap            | sc Heerenveen             | Transfervrij                                                   |
| Dani de Wit                   | Nederland             | VfL Bochum               | FC Utrecht                | Transfervrij                                                   |
| Kas de Wit                    | Nederland             | N.E.C.                   | TOP Oss                   | Transfervrij                                                   |
| Gibson Yah                    | Nederland             | FC Utrecht               | FC Volendam               | Transfervrij                                                   |
| Irakli Yegoian                | Georgië               | Vitesse                  | Excelsior                 | Transfervrij                                                   |
| Yoon Do-young                 | Zuid-Korea            | Brighton & Hove Albion   | Excelsior                 | Verhuurd                                                       |
| Vasilios Zagaritis            | Griekenland           | Almere City              | sc Heerenveen             | Circa € 500.000, -                                             |
| Oskar Zawada                  | Polen                 | RKC Waalwijk             | FC Groningen              | Circa € 750.000, -                                             |
| Gjivai Zechiël                | Nederland             | Feyenoord                | FC Utrecht                | Verhuurd, was verhuurd aan Sparta Rotterdam                    |
| Lequincio Zeefuik             | Nederland             | OH Leuven                | AZ                        | Was verhuurd                                                   |
| Leco Zeevalkink               | Nederland             | RKSV NEO                 | Heracles Almelo           | Transfervrij                                                   |
| Ramiz Zerrouki                | Algerije              | Feyenoord                | FC Twente                 | Verhuurd                                                       |
| Milan Zonneveld               | Nederland             | Quick Boys               | Telstar                   | Transfervrij                                                   |

2007/08 (zomer · winter) · 
2008/09 (zomer · winter) · 
2009/10 (zomer · winter) · 
2010/11 (zomer · winter) · 
2011/12 (zomer · winter) · 
2012/13 (zomer · winter) · 
2013/14 (zomer · winter) · 
2014/15 (zomer · winter) · 
2015/16 (zomer · winter) · 
2016/17 (zomer · winter) ·
2017/18 (zomer · winter) ·
2018/19 (zomer · winter) ·
2019/20 (zomer · winter) ·
2020/21 (zomer · winter) ·
2021/22 (zomer · winter) ·
2022/23 (zomer · winter) ·
2023/24 (zomer · winter) ·
2024/25 (zomer · winter) ·
2025/26 (zomer)